# Böőr Zoltán
Böőr Zoltán (Debrecen, 1978. augusztus 14. –) magyar válogatott labdarúgó. Háromszoros magyar bajnok, kétszeres magyar kupagyőztes és kétszeres magyar szuperkupa-győztes.

## Pályafutása
A labdarúgás alapjait a debreceni Olasz Focisuliban sajátította el, itt is kezdte el a profi pályafutását. Böőrt a magyar bajnokság egyik legagilisebb, legtechnikásabb játékosának tartják. Debrecenben jobbszélsőként 240 mérkőzésen 24 találatot jegyzett. Pályafutása során több sérülést is elszenvedett, de így is részese volt a 2005-ös bajnokság megnyerésének. 2005-ben a Puskás Ferenc-válogatottban a Real Madrid elleni mérkőzésen pályára lépő Böőr kénytelen volt levonulni a pályáról, mikor Zinédine Zidane eltörte az apró termetű játékos orrát. A válogatottban Gellei Imre szövetségi kapitány alatt mutatkozhatott be, majd később Lothar Matthäus is számított rá. 21 mérkőzésen egy gólt szerzett, azt egy San Marino elleni Eb-selejtezőn lőtte 2003. június 11-én. Miután kivette részét a Hajduk Split elleni BL-sikerből, a török Westel Manisaspor csapatához szerződött. Itt egyetlen félévet töltött, és rendre jól teljesített, amikor lehetőséghez jutott. A török liga szabályai szerint azonban csak öt külföldi származású játékos lehet egyszerre a pályán, így kénytelen volt visszaköltözni Debrecenbe, ahol továbbra is sérülésekkel bajlódott.
A 2006-2007-es szezon téli átigazolási időszakában a Győri ETO-ba igazolt, de a sérülések itt sem kerülték el. Másfél év alatt mindössze 19 mérkőzésen játszott, ezeken hét gólt sikerült elérnie. Fontos szerepe volt az ETO 2008-as menetelésében, középpályásként ötször is eredményes volt és a csapat meghatározó játékosa lett. Ha a sérülések elkerülik, fontos tagja lehet az ETO-nak, és tapasztalatával sokat segíthet csapatának a bajnokságban és a nemzetközi kupákban egyaránt. A 2009-2010-es szezon elején furcsa körülmények között távozott Győrből és a Nyíregyháza Spartacus FC csapatában folytatta pályafutását, de súlyos sérülést szenvedett, így az egész idényt kénytelen volt kihagyni. Mivel csapata a szezon végén kiesett az élvonalból, innen is távozott és 2010. július 28-án az Újpest csapatához szerződött. A 2011-2012-es szezon elején felbontották a szerződését, majd 2011. szeptember 5-én a REAC-hoz igazolt.

## Sikerei, díjai

### Klub
- Debreceni VSC:
  - Magyar bajnok: 2004–05,[3] 2005–06,[3] 2006–07[3]
  - Magyar kupa: 1998–99,[3] 2000–01[3]
  - Magyar szuperkupa: 2005, 2006, 2007, 2009, 2010[4]

### Egyéni
- Zilahi-díj: 2002[5]

## Statisztika

### Mérkőzései a válogatottban[6]
| Magyarország | Magyarország         | Magyarország                    | Magyarország  | Magyarország | Magyarország     | Magyarország | Magyarország | Magyarország |
| #            | Dátum                | Helyszín                        | Hazai         | Eredmény     | Vendég           | Kiírás       | Gólok        | Esemény      |
| ------------ | -------------------- | ------------------------------- | ------------- | ------------ | ---------------- | ------------ | ------------ | ------------ |
| 1.           | 2001. november 14.   | Budapest, Megyeri úti Stadion   | Magyarország  | 5 – 0        | Macedónia        | barátságos   | -            | 61'          |
| 2.           | 2002. február 12.    | Lárnaka (CYP)                   | Magyarország  | 0 – 2        | Csehország       | barátságos   | -            | 46'          |
| 3.           | 2002. március 27.    | Chișinău                        | Moldova       | 0 – 2        | Magyarország     | barátságos   | -            | 46'          |
| 4.           | 2002. április 17.    | Debrecen                        | Magyarország  | 2 – 5        | Fehéroroszország | barátságos   | -            | 46'          |
| 5.           | 2002. május 8.       | Pécs                            | Magyarország  | 0 – 2        | Horvátország     | barátságos   | -            | 74'          |
| 6.           | 2002. augusztus 21.  | Budapest, Puskás Ferenc Stadion | Magyarország  | 1 – 1        | Spanyolország    | barátságos   | -            | 46'          |
| 7.           | 2002. szeptember 7.  | Reykjavík                       | Izland        | 0 – 2        | Magyarország     | barátságos   | -            | 74'          |
| 8.           | 2002. november 20.   | Budapest, Üllői úti Stadion     | Magyarország  | 1 – 1        | Moldova          | barátságos   | -            | 68'          |
| 9.           | 2003. március 29.    | Chorzów                         | Lengyelország | 0 – 0        | Magyarország     | Eb-selejtező | -            | 86'          |
| 10.          | 2003. április 2.     | Budapest, Puskás Ferenc Stadion | Magyarország  | 1 – 2        | Svédország       | Eb-selejtező | -            | 80'          |
| 11.          | 2003. június 7.      | Budapest, Puskás Ferenc Stadion | Magyarország  | 3 – 1        | Lettország       | Eb-selejtező | -            | 78'          |
| 12.          | 2003. június 11.     | Serravalle                      | San Marino    | 0 – 5        | Magyarország     | Eb-selejtező | 1            | 4'           |
| 13.          | 2003. augusztus 20.  | Muraszombat                     | Szlovénia     | 2 – 1        | Magyarország     | barátságos   | -            | 77'          |
| 14.          | 2003. szeptember 10. | Riga, Skonto stadion            | Lettország    | 3 – 1        | Magyarország     | Eb-selejtező | -            | 46'          |
| 15.          | 2003. október 11.    | Budapest, Puskás Ferenc Stadion | Magyarország  | 1 – 2        | Lengyelország    | Eb-selejtező | -            |              |
| 16.          | 2005. március 30.    | Budapest, Szusza Ferenc Stadion | Magyarország  | 1 – 1        | Bulgária         | vb-selejtező | -            | 51'          |
| 17.          | 2005. augusztus 17.  | Budapest, Puskás Ferenc Stadion | Magyarország  | 1 – 2        | Argentína        | barátságos   | -            | 68'          |
| 18.          | 2005. szeptember 3.  | Budapest, Szusza Ferenc Stadion | Magyarország  | 4 – 0        | Málta            | vb-selejtező | -            | 57'          |
| 19.          | 2005. szeptember 7.  | Budapest, Puskás Ferenc Stadion | Magyarország  | 0 – 1        | Svédország       | vb-selejtező | -            | 9' 87'       |
| 20.          | 2005. október 12.    | Budapest, Szusza Ferenc Stadion | Magyarország  | 0 – 0        | Horvátország     | vb-selejtező | -            |              |
| 21.          | 2005. november 16.   | Athén, Karaiszkákisz Stadion    | Görögország   | 2 – 1        | Magyarország     | barátságos   | -            | 68'          |
|              | Összesen             |                                 |               | 21           | mérkőzés         |              | 1            | gól          |